# Rolf Holmström (1932–2012)
Rolf Holmström, född 7 september 1932 i Bureå, Sverige, död 21 juni 2012 i Skellefteå, var en fotbollsspelare i Skellefteå AIK och Gais under 1950-talet.

## Karriär
Holmström satte divisionsrekord i division II Norrland med nio mål i en match mot Skellefteå IF 1957 (12–1). Hans mål var vitala i Skellefteås jakt på en plats i allsvenskan 1958, men de förlorade i kvalet mot Hammarby.
Holmström valde då att flytta till Gais inför säsongen 1959. Han gjorde tre mål på 12 matcher i allsvenskan när Gais slutade överlägset sist. Han hade erbjudanden från andra klubbar, bland annat IFK Göteborg och Hammarby, men valde att stanna i klubben. 1960 spelade han dock bara fyra matcher för Gais i division II, och i september 1960 gick han till Kinna IF. Hösten 1961 återvände han till Skellefteå AIK. Han var dock skadedrabbad och tvingades sluta några år senare utan att ha kunnat spela så mycket mer.
Holmström var även bandyspelare. Han spelade i Norrlandslaget och hade erbjudanden från bland annat Edsbyn, men fotbollskarriären gick före.